# Vladimir Rubashvili
Vladimir Rubashvili est un lutteur soviétique né le 26 décembre 1940 et mort le 1er février 1964 à Tbilissi. Il est spécialisé en lutte libre.

## Palmarès

### Jeux olympiques
- Médaille de bronze dans la catégorie des moins de 62 kg en 1960 à Rome[1]